# 悠寐ナギ
悠寐 ナギ（ゆうび なぎ、1998年4月24日 - ）は、日本のライトノベル作家である。別名義に「ゆうび なぎ」がある。明治大学政治経済学部卒業。

## 概要
東京都出身。昔から創作物を発表したい意欲はあったといい、中学2年生・3年生頃には小説を執筆する志を持ち始めたという。2015年の第22回電撃小説大賞では「しあわせのアトリエ」で第1次選考を、2017年の第30回ファンタジア大賞では「さよならバレンタイン」で第2次選考を通過している。2017年の第7回講談社ラノベ文庫新人賞で作品『→ぱすてるぴんく。』が佳作を受賞し、2018年5月に同作でデビューを果たした。大学受験終了後から『→ぱすてるぴんく。』の執筆を始め、受賞後は大学のサークル活動と並行しながら改稿作業や執筆作業を続けたと話している。

## 作品一覧
- 『→ぱすてるぴんく。』シリーズ（悠寐ナギ名義、イラスト: 和錆、講談社ラノベ文庫〈講談社〉）[8]
- 『未完結ラブコメと運命的な運命論』（ゆうびなぎ名義、イラスト: つるしまたつみ、講談社ラノベ文庫〈講談社〉）[9]
- 『はじめての『超』恋愛工学』（ゆうびなぎ名義、イラスト: 林けゐ、電撃文庫〈KADOKAWA〉）[10]